# Pika (tkanina)

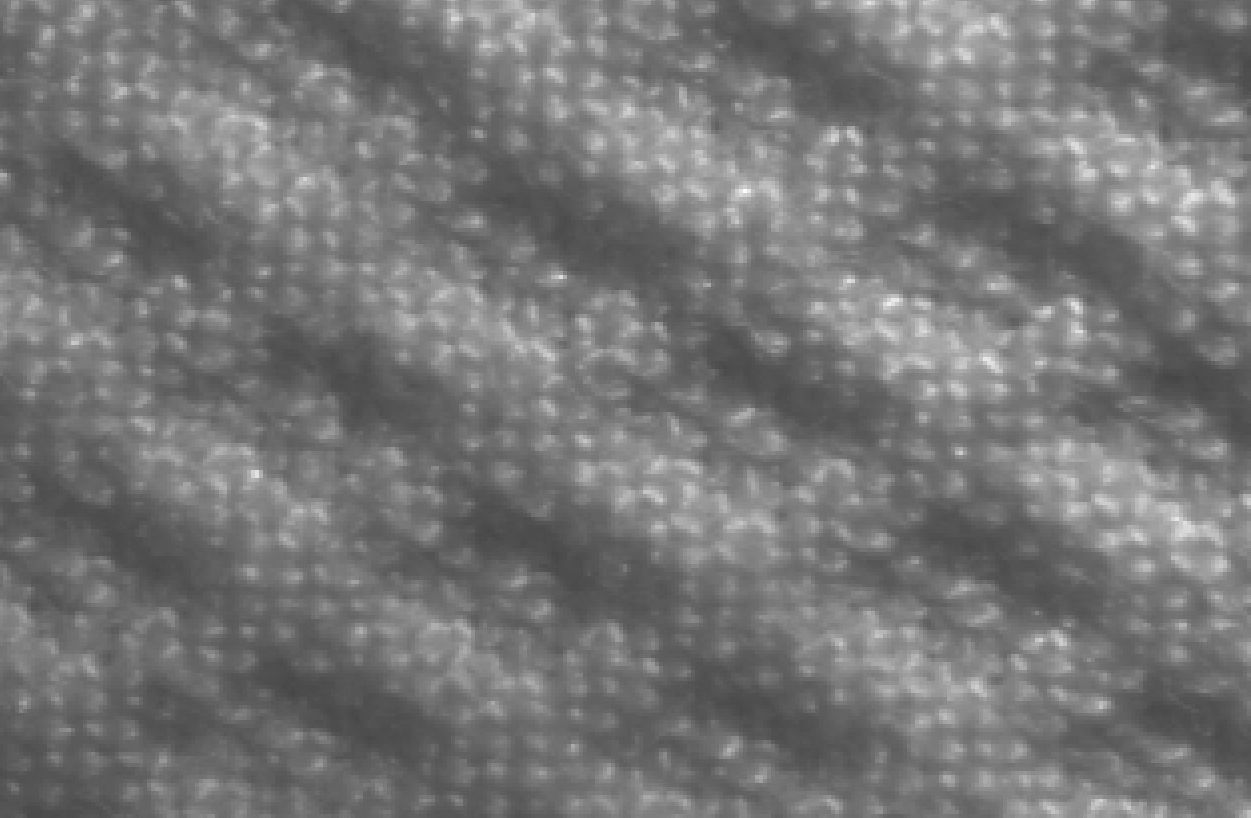
Pika pod mikroskopem

Pika – rodzaj dwuwarstwowej bawełnianej tkaniny, której powierzchnia z prawej strony pokryta jest wzorzystym bruzdowaniem, a z lewej drapana. Górna warstwa piki ma splot płócienny, a wypukły wzór tworzy się, przeplatając jej wątek z osnową warstwy dolnej. Pika wykorzystywana jest głównie w krawiectwie lekkim, np. na ubiory dziecięce, sukienki, podomki. Z grubszych pik szyje się kapy.